# Петті Дженкінс
Патрісія Лея «Петті» Дженкінс (англ. Patricia Lea «Patty» Jenkins; нар. 24 липня 1971) — американська кінорежисерка, сценаристка та кінопродюсерка. Найбільш відома як режисерка та сценаристка стрічки «Монстр», де головну роль виконала Шарліз Терон, котра була відзначена багатьма нагородами. Після успіху фільму Дженкінс зосередилася на телевізійній кар'єрі й у 2011 році була номінована на «Еммі» за видатну режисуру в драматичному серіалі за пілотну серію серіалу «Убивство».

## Біографія
Народилася на базі Повітряних сил США у Вікторвілі, штат Каліфорнія у родині капітана Вільяма Т. Дженкінса, і Емілі Рот, яка працювала в Сан-Франциско вченою-екологинею. Внаслідок постійних переїздів батьків встигла пожити в 15 країнах світу до шести років. Її батько льотчик, за свою службу під час війни у В'єтнамі був нагороджений «Срібною Зіркою».
Коли Дженкінс було 7 років, її 31-річний батько загинув під час повітряного бою НАТО. Після цього мати відвезла її та сестру до Сан-Франциско, щоб Петті мала можливість піти до школи, аби стати вченою-екологинею. За словами Дженкінс у 2017 році, побачивши оригінального Супермена з Крістофером Рівом у головній ролі, це надихнуло її на подальшу кар'єру.
Зі сторони батька Дженкінс далека родичка актора Річарда Бертона. Дитячі роки провела в Лоренсі, штат Канзас, де відвідувала середню школу. Навчалася в консерваторії при Американському інституті кіномистецтв. Закінчила Купер Юніон в 1993 році.

## Особисте життя
Дженкінс має двох сестер — Елейн Рот і Джессіку Дженкінс Мерфі. Джессіка працювала разом з Петті над фільмом «Монстр».
У 2007 році одружилася з Семом Шеріданом, письменником, автором книг «Серце бійця» та «Розум бійця».

## Фільмографія
| Рік  | Українська назва                     | Роль        | Роль         | Роль      | Примітки                                                  |
| Рік  | Українська назва                     | Кінорежисер | Кінопродюсер | Сценарист | Примітки                                                  |
| ---- | ------------------------------------ | ----------- | ------------ | --------- | --------------------------------------------------------- |
| 2001 | Правила швидкості                    | Так         | Ні           | Так       |                                                           |
| 2001 | Просто їдь                           | Так         | Ні           | Так       |                                                           |
| 2003 | Монстр                               | Так         | Ні           | Так       |                                                           |
| 2004 | Уповільнений розвиток                | Так         | Ні           | Ні        |                                                           |
| 2006 | Антураж                              | Так         | Ні           | Ні        |                                                           |
| 2008 | Передача Сари Сільверман             | Ні          | Ні           | Ні        | Зіграла персонажа на ім'я Джилл Теллі в 19 серії 2 сезону |
| 2011 | П'ять                                | Так         | Ні           | Ні        | Сегмент «Перлина»                                         |
| 2011 | Убивство                             | Так         | Ні           | Ні        | Номінація на «Еммі» за режисуру пілотної серії            |
| 2013 | Зрада                                | Так         | Так          | Ні        |                                                           |
| 2017 | Диво-жінка                           | Так         | Ні           | Ні        |                                                           |
| 2019 | Я — ніч                              | Так         | Так          | Ні        |                                                           |
| 2020 | Диво-жінка 1984                      | Так         | Так          | Так       |                                                           |
| 2023 | Чистильник басейнів                  | Ні          | Так          | Ні        |                                                           |
| TBA  | Зоряні війни: Ескадрилья розбійників | Так         | Ні           | Ні        |                                                           |

## Нагороди та номінації
| Рік  | Премія                             | Категорія                               | Номінація  | Результат |
| ---- | ---------------------------------- | --------------------------------------- | ---------- | --------- |
| 2011 | «Еммі»                             | Видатна режисура в драматичному серіалі | «Убивство» | Номінація |
| 2012 | «Премія Гільдії режисерів Америки» | Найкращий режисер драматичного серіалу  | «Убивство» | Перемога  |